# Kodeks prawa kanonicznego z 1917
Codex Iuris Canonici, Pii X Pontificis Maximi iussu digestus, Benedicti Papae XV auctoritate promulgatus (pol. kodeks prawa kanonicznego) – pierwsza nowoczesna kodyfikacja prawa kanonicznego Kościoła katolickiego obrządku łacińskiego promulgowana 27 maja 1917 r. przez Benedykta XV bullą Providentissima Mater Ecclesia. Kodeks wszedł w życie 19 maja 1918.
Kodeks składa się z pięciu ksiąg, które dzielą się na części (oprócz pierwszej), działy, tytuły, rozdziały i artykuły. Zawiera 2414 kanony, w razie potrzeby podzielone na paragrafy, a te – na numery.
- Księga I. Normy ogólne (kan. 1-86)
- Księga II. O osobach (kan. 87-725)
- Księga III. O rzeczach (kan. 726-1551)
- Księga IV. Procesy (kan. 1552-2194)
- Księga V. Przestępstwa i kary (kan. 2195-2414)

Kodeks zastąpił wszystkie dotychczasowe przepisy z wyjątkami, które zostały określone w kan. 2-5. Obowiązywał Kościół obrządku łacińskiego, jednakże dotyczył również Kościołów wschodnich w sprawach wyraźnie wskazanych lub z samej ich natury. Uporządkował wiele instytucji przez włączenie norm, które wynikały do tej pory ze zwyczaju lub doktryny, a wiele z nich uregulował na nowo i w sposób odpowiadający potrzebom epoki.
Nie był jednak pozbawiony wad, wśród których wskazywano przede wszystkim systematykę, w niektórych przypadkach zbytnią zwięzłość przepisów powodującą niejasność, niekonsekwencję terminologiczną, niejednolitość redakcji i odwoływanie się przy wykładni do prawa pozakodeksowego.

## Przebieg prac kodyfikacyjnych
19 marca 1904 papież Pius X w motu proprio Arduum sane munus powołał do życia Komisję Kodyfikacyjną oraz kolegium konsultorów w celu odnowienia dyscypliny kościelnej. Sekretarzem Komisji został mianowany Piotr Gasparri, który odegrał znaczącą rolę w przygotowywaniu kodyfikacji. Zwrócono się również do episkopatów o zgłaszanie propozycji, wyznaczenie swojego reprezentanta wśród członków Komisji lub też przedstawienie jednego duchownego spoza Rzymu, który miałby być w stałym kontakcie z organami ustanowionymi przez papieża. Również uczelnie kościelne mogły fakultatywnie uczestniczyć w pracach kodyfikacyjnych. Przesłane przez biskupów uwagi i propozycje poddane zostały opracowaniu przez konsultorów.
Szczegóły prac Komisji Kodyfikacyjnej nie są dokładnie znane. Po ośmiu latach prac projekt kodeksu został ukończony i w latach 1912–1914 został przesłany częściami biskupom i tym, którzy mieli prawo do udziału w soborze powszechnym do zaopiniowania. Treść projektu była objęta tajemnicą. Tym razem uwagi były opracowywane tylko przez Komisję Kodyfikacyjną.
W 1914 zmarł Pius X. Jego następca kontynuował prace z taką samą wytrwałością. Zrewidowany projekt został w 1916 przesłany do konsultacji, tym razem kardynałom i prałatom Kurii Rzymskiej. Na podstawie przesłanych uwag dokonano kolejnej redakcji projektu. Kodeks był już gotowy 4 grudnia 1916, kiedy to na konsystorzu tajnym papież zapowiedział promulgację kodeksu. Jednak jeszcze przed promulgacją papież ogłosił motu prioprio Alloquentes (marzec 1917) i Dei providentes (maj 1917) wprowadzając nowe regulacje dotyczące Kurii Rzymskiej. Wpłynęło to na ostateczną redakcję kodeksu.
Został zastąpiony przez kodeks prawa kanonicznego z 1983.